# Pic de la Garde
Le pic de la Garde est un sommet d'origine volcanique culminant à 781 m d'altitude dans le département français du Puy-de-Dôme.

## Géographie

### Situation
Le pic de la Garde est situé dans le Livradois au sein du Massif central, dans la commune de Saint-Jean-des-Ollières.
Depuis son sommet, une vue s'offre sur le Courdeloup, le château de Mauzun, les monts Dore, le Cézallier, les monts du Cantal et du Livradois.

### Géologie
Érigé sur une base métamorphique, ce volcan antéhercynien est composé d'anatexites renfermant de la biotite et de la cordiérite. 
La lave du cratère, une fois solidifiée, a subi des fractures en se refroidissant, créant ainsi des prismes basaltiques. Par la suite, l'érosion a progressivement éliminé la pouzzolane qui composait le cône de scories, mettant en évidence la base du lac de lave prismatique ancien.
L'âge estimé de ce volcan se situerait entre 19 à 11 millions d'années.

## Histoire
Un projet d'ouverture d'une carrière sur le flanc de ce site géologique intéressant a provoqué en 1982 une violente polémique.

## Activités

### Protection environnementale
La montagne est incluse dans la ZNIEFF de type 2 « Varennes et Bas-Livradois ». Par ailleurs, le site « Paléolac de lave du Pic de la Garde » est inscrit à l'inventaire national du patrimoine géologique.

### Religion
Le pic est surmonté d'une statue de la Vierge en argile consacrée par l’évêque de Clermont-Ferrand le 10 août 1955[réf. nécessaire].